# Hagbahah et Gelilah
Hagbahah et Gelilah suivent la fin de la Lecture de la Torah. La Torah est levée ("Hagbahah") et enroulée ("Gelilah"),.

## Hagbahah
Le rouleau de la Torah est élevé afin que tous puissent voir le parchemin et son écriture et témoigner, comme indiqué dans le Deutéronome 4:44: "Or, ceci est la doctrine que Moïse exposa aux enfants d'Israël" et Les Nombres 9:23: " d'après l'ordre divin  transmis par Moïse".

## Gelilah
Selon le Talmud dans le Traité Meguila 32a et le Choulhan Aroukh, Orah Hayim, 147 "Gelilah" est le plus grand honneur, plus que tout autre aliyah.
Dans certaines communautés, "Gelilah" peut être donné à un jeune non encore Bar Mitzvah.
"Gelilah" consiste à enrouler vers le milieu le Sefer Torah, attacher, puis mettre une couverture en velours, une plaque en argent, des clochettes en argent ou une couronne en argent et le pointeur en argent (Yad).

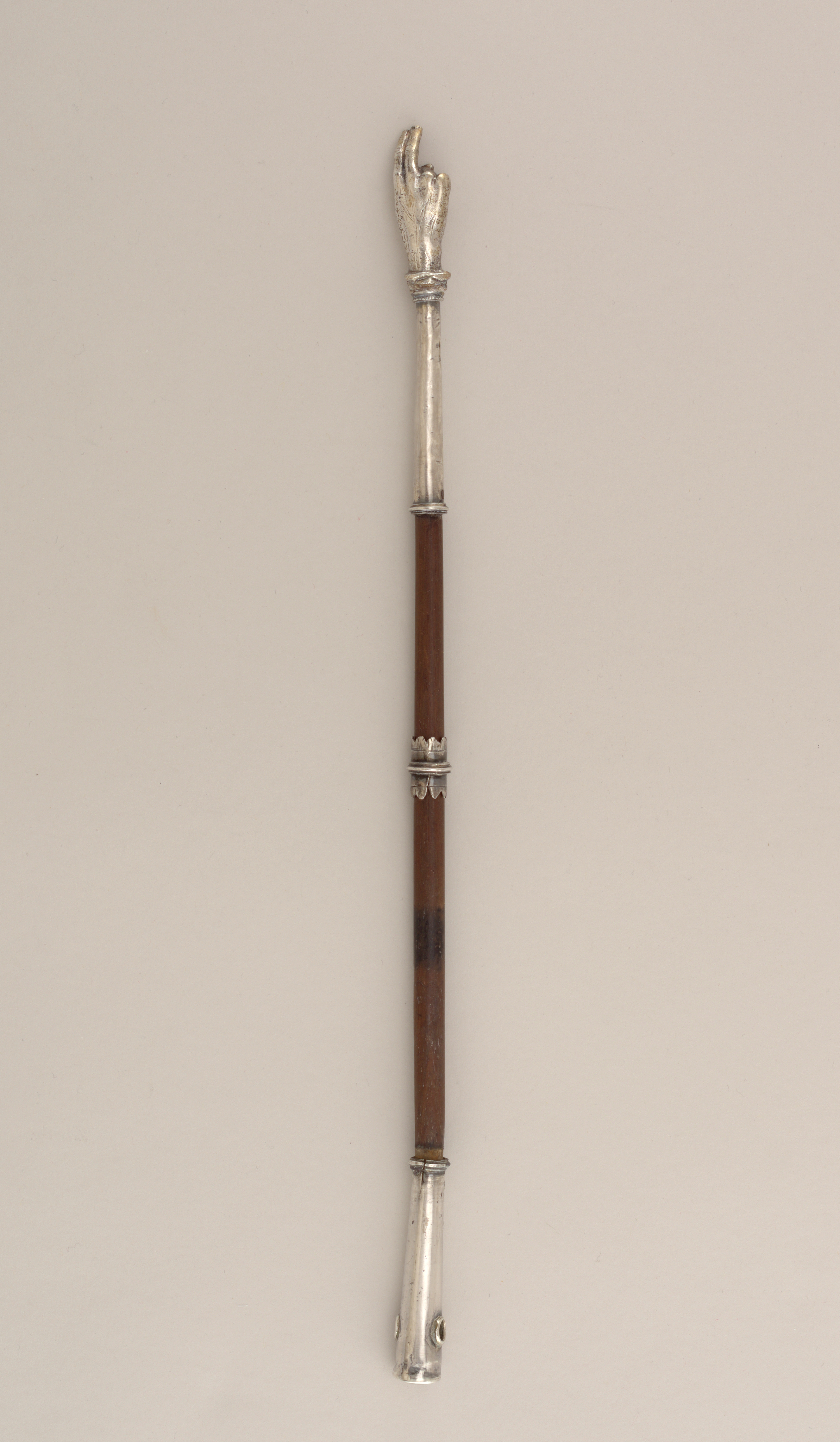
Yad ou pointeur en bois et argent pour la lecture d'un Sefer Torah

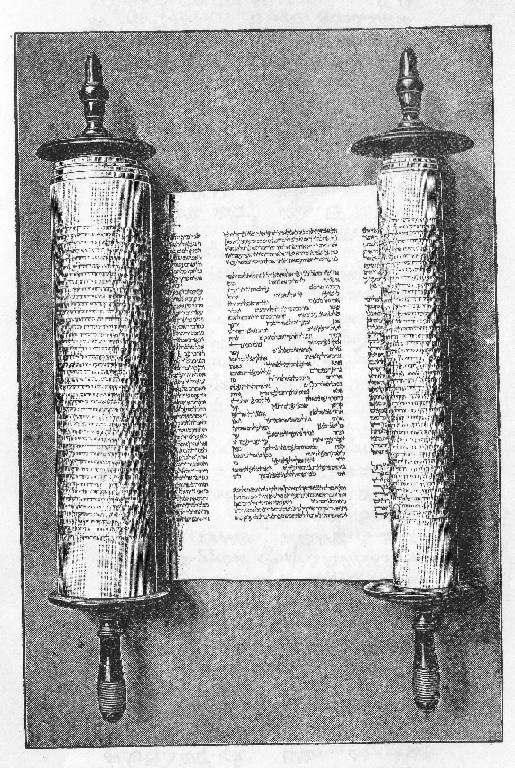
Rouleau de Sefer Torah

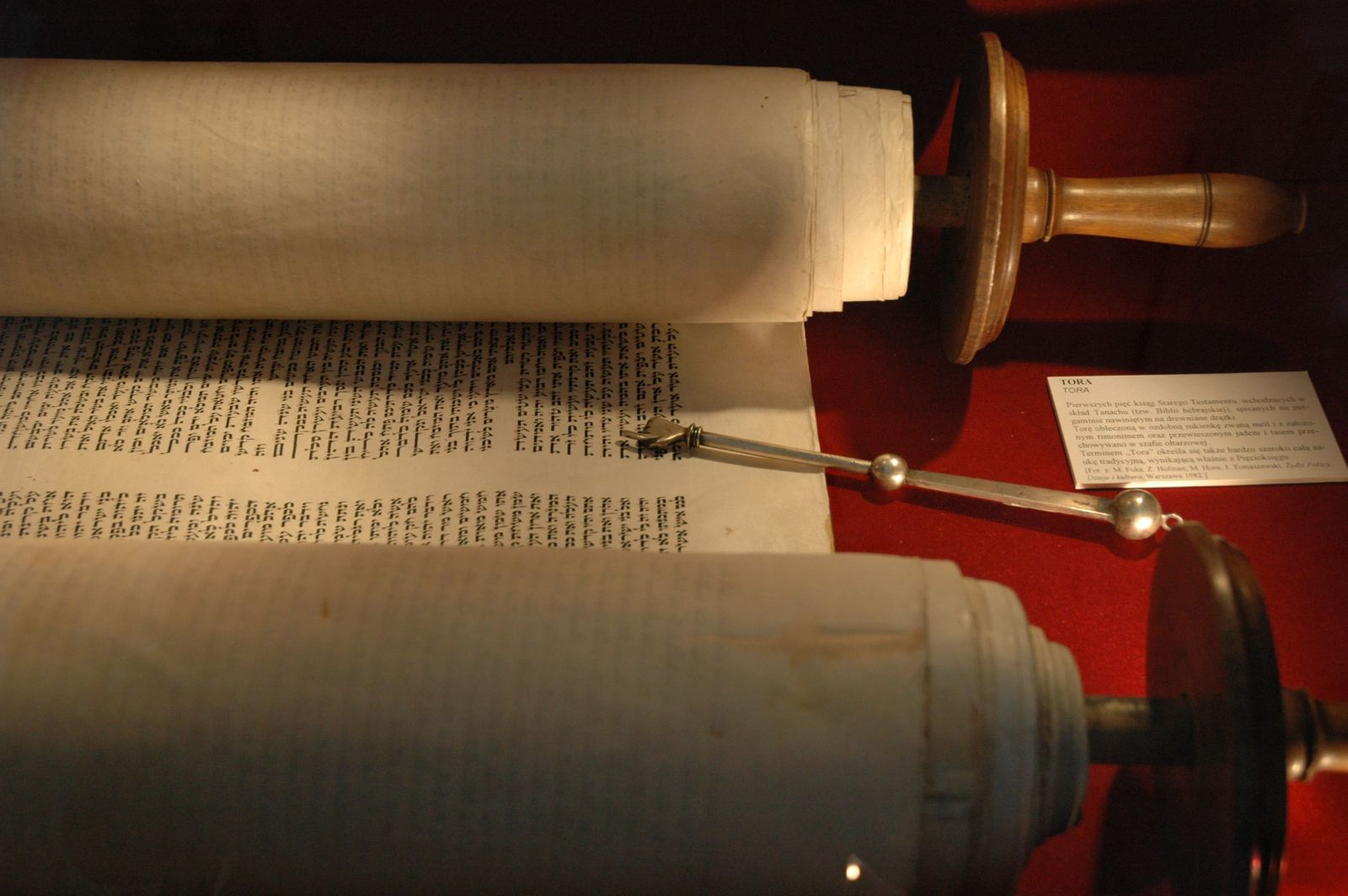
Un Sefer Torah (ashkénaze) et un yad.